# ناصر الحلوی
ناصر الحلوی (انگلیسی: Naser Al-Halawi؛ زادهٔ ۱۰ ژانویهٔ ۱۹۷۹) یک ورزشکار اهل عربستان سعودی است.
از باشگاه‌هایی که در آن بازی کرده‌است می‌توان به باشگاه فوتبال النصر عربستان سعودی، باشگاه فوتبال الفیصلی عربستان سعودی، و باشگاه فوتبال نجران عربستان سعودی، باشگاه فوتبال الوطنی عربستان سعودی، باشگاه فوتبال الفیصلی عربستان سعودی، و تیم ملی فوتبال عربستان سعودی اشاره کرد.
وی همچنین در تیم ملی فوتبال Saudi Arabia بازی کرده است.